# Prefixele telefonice 256 și 938 (Statele Unite ale Americii)

Regiunea acoperită de prefixele telefonice 256/938

Prefixele telefonice 256 și 938, conform originalului, Area codes 256 and 938 sunt două prefixe telefonice din statul american Alabama ale căror zone de acoperire coincid. Prefixul 256 a fost creat la 23 martie 1998 prin scindarea prefixului telefonic 205,  dar pentru a le permite consumatorilor să facă ajustările necesare transferului corespunzător de informație pentru computere, telefoane celulare, pagere și facsimile, utilizarea simultană a prefixulelor 205 și 256 a continuat până în ziua de 28 septembrie 1998. 
Actualmente, ambele prefixe acoperă nordul și nord-estul statului Alabama și include următoarele zone metroploitane:
- Huntsville
- Decatur
- The Shoals
- Gadsden Metropolitan Area
- Anniston Oxford

În martie 2009, Comisia statului Alabama pentru servicii publice (în original, Alabama Public Service Commission) a anunțat că noul prefix telefonic 938 face parte dintr-un plan de suprapunere (în original, overlay plan), urmând a fi folosit simultan împreună cu prefixul telefonic 256 "cândva în decursul anului 2011". 
Ca rezultat al acestor decizii, sistemul de formare al numerelor - utilizând 10 cifre - a fost implementat pentru toate numerelor din zona acoperită începând cu 7 noiembrie 2009 (cu titlu de voluntariat) și obligatoriu din 5 iunie 2010.   The 938 area code took effect beginning 10 iulie 2010.  This timing roughly coincided with the end of the originally projected 12-year "life span" of the original 256 area code.

## Comitate și orașe incluse

### Comitate
| - Comitatul Calhoun - (parțial, întrucât o parte a comitatului Calhoun se găsește în zona acoperită de prefixul 205) - Comitatul Cherokee - Comitatul Clay - Comitatul Cleburne - Comitatul Colbert - Comitatul Coosa - Comitatul Cullman - Comitatul DeKalb - Comitatul Elmore - (parțial, întrucât o parte a comitatului Franklin se găsește în zona acoperită de prefixul 334) | - Comitatul Etowah - (parțial, întrucât o parte a comitatului Etowah se găsește în zona acoperită de prefixul 205) - Comitatul Franklin - (parțial, întrucât o parte a comitatului Franklin se găsește în zona acoperită de prefixul 205) - Comitatul Jackson - Comitatul Lawrence - Comitatul Lauderdale - Comitatul Limestone - Comitatul Madison - Comitatul Marshall - Comitatul Morgan | - Comitatul Randolph - (parțial, întrucât o parte a comitatului Randolph se găsește în zona acoperită de prefixul 334) - Comitatul Talladega - (parțial, întrucât o parte a comitatului Talladega se găsește în zona acoperită de prefixul 334) - Comitatul Tallapoosa - (parțial, întrucât o parte a comitatului Tallapoosa se găsește în zona acoperită de prefixul 334) - Comitatul Winston - (parțial, întrucât cea mai mare parte a comitatului Wilson se găsește în zona acoperită de prefixul 205) |

### Orașe
| - Albertville - Anniston - Arab - Athens | - Boaz - Decatur - Florence - Gadsden | - Guntersville - Huntsville - Madison - Scottsboro |

## Alte articole
- List of Alabama area codes
- List of NANP area codes
- North American Numbering Plan
- List of area code overlays